# Cornul de Aur (Turcia)

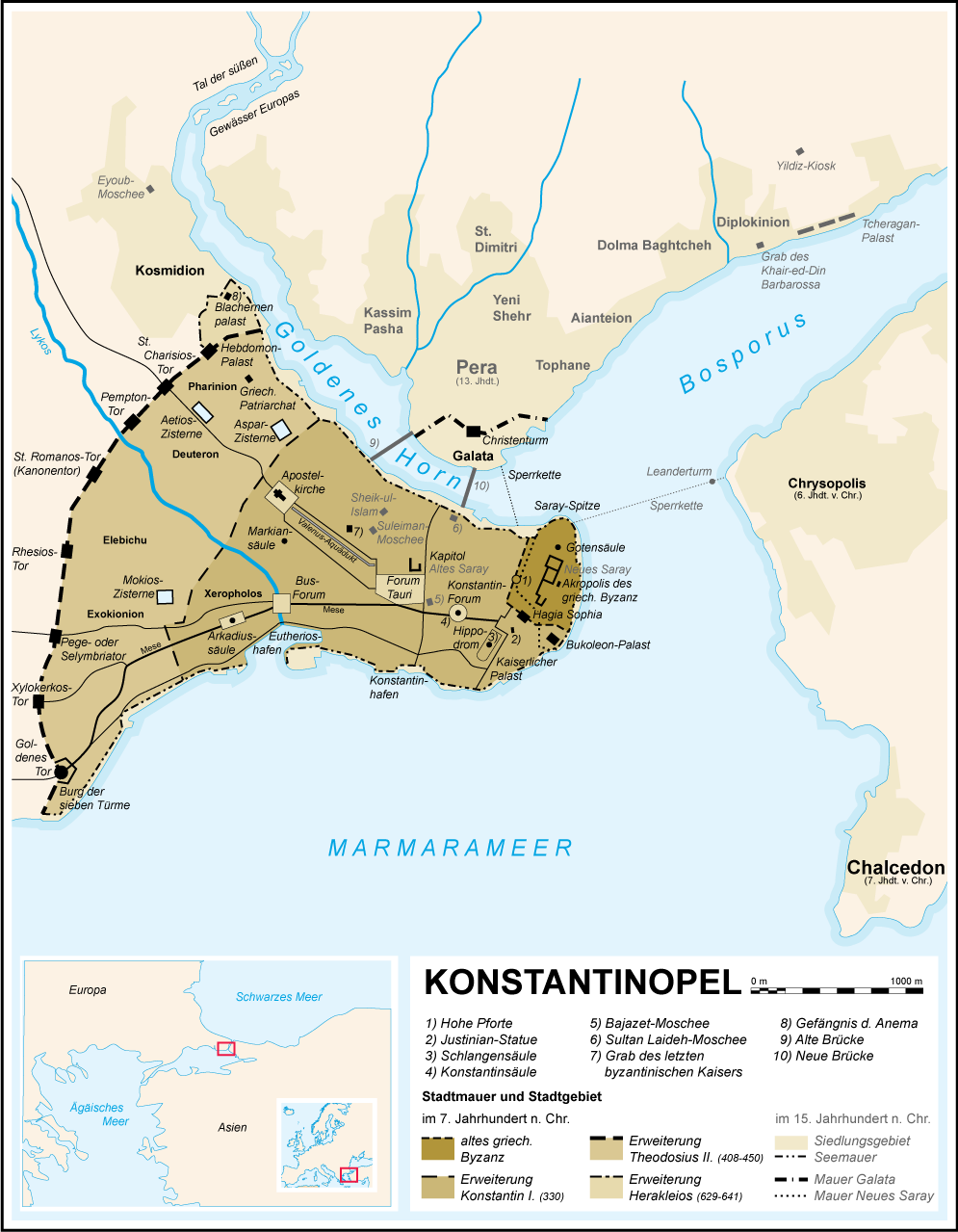
Harta golfului conform stării antice și medievale târzii

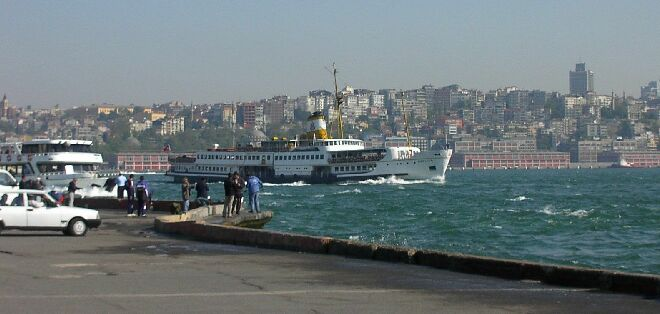
Cornul de Aur de pe ţărmul sudic al Constantinopolului, cu orizontul Istanbulului modern

Cornul de Aur (în turcă Haliç, în greacă Χρυσοκερας, transliterat Khrysokeras sau Chrysoceras) este un golf ce împarte orașul Istanbul în două părți. 
Împreună cu Marea Marmara, Cornul de Aur formează o peninsulă cu un liman natural. Acest loc a fost ocupat la început de coloniștii greci, la fel ca și Bizanțul. Imperiul Bizantin își avea sediul naval aici și zidurile erau construite pe linia malului pentru a proteja orașul (pe atunci redenumit Constantinopol) de atacurile navale. La intrarea în Corn, exista un lanț mare tras din Constantinopol spre fortăreața Galata, în parte de nord, pentru a preveni intrarea vaselor nedorite.